# Cyrtozemia
Cyrtozemia är ett släkte av skalbaggar. Cyrtozemia ingår i familjen vivlar.
Kladogram enligt Catalogue of Life:
| Cyrtozemia | \| \| Cyrtozemia cognata \| \| \| \| \| \| Cyrtozemia dispar \| \| \| \| |
|            | \| \| Cyrtozemia cognata \| \| \| \| \| \| Cyrtozemia dispar \| \| \| \| |
|            | Cyrtozemia cognata                                                       |
|            |                                                                          |
|            | Cyrtozemia dispar                                                        |
|            |                                                                          |